# Natalie Ross
Natalie Ross (ur. 14 września 1989) – szkocka piłkarka występująca na pozycji pomocnika. Obecnie reprezentuje barwy angielskiego klubu Arsenal Ladies i gra w seniorskiej reprezentacji Szkocji.

## Kariera klubowa
Ross zaczynała swą karierę w Hibernian Ladies. Do Arsenalu Ladies trafiła w lipcu 2008

## Kariera międzynarodowa
Ross w reprezentacji Szkocji zadebiutowała w marcu 2008, w spotkaniu z reprezentacją Holandii, gdy w drugiej połowie zastąpiła Julie Fleeting.

## Życie osobiste
Studiowała na Uniwersytecie Hertfordshire.